# Ас-Салляби, Али Мухаммад
Али Мухаммад ас-Салляби (араб. علي محمد الصلابي‎, 1963, Бенгази, Ливия) — ливийский историк-востоковед, исламовед, арабист и политик исламистского толка. При режиме Каддафи был арестован и изгнан из Ливии. Изучал ислам в Саудовской Аравии и Судане, находясь там до 1990-х годов. В дальнейшем он обучался исламской истории и исламоведению в Катаре у Юсуфа аль-Кардави. После свержения Каддафи в 2011 году вернулся в Ливию

## Работы
Ас-Салляби является автором более 10 книг, некоторые из которых объединены в многотомные сочинения, опубликованных на английском и арабском языках. Англоязычные версии публиковались ведущими саудовскими издательствами Darussalam Publishers and International Islamic Publishing House. Его работы привлекли большое количество историков и мусульман на Западе. Написанные ас-Салляби книги об исламском пророке Мухаммеде и ранней эпохе ислама насчитывают более 8000 страниц.
Диссертация
- Alī Muḥammad al-Ṣallābī. al-Wasatiyah fi al-Qur'an al-Karim = الوسطية في القرٱن الكريم (ар.). — ʻAmmān: Dār al-Nafāʼis, 1999. — 736 с.

Работы на английском
- Ali Muhammad al-Sallabi. The noble life of the Prophet : (peace be upon him) :  [англ.] : in 3 vol.. — New York : Darussalam, 2005. — 2024 p. — ISBN 9960967867. — ISBN 9789960967868.
- Ali Muhammad al-Sallabi. The Biography Of Abu Bakr As-Siddeeq :  [англ.] / Faisal Shafeeq. — Riyadh : Darussalam, 2008. — 773 p. — (Islamic history series. Ser. 2. The rightly guided caliphs, 1). — ISBN 9789960984919.
- Ali Muhammad al-Sallabi. Umar bin Khattab His Life and Times :  [англ.] : in 2 vol. / Nasiruddin al-Khattab. — Riyadh : International Islamic Publishing House, 2007. — 1021 p. — (Islamic history series. Ser. 2. The rightly guided caliphs, 2). — ISBN 9960984400. — ISBN 9789960984407. — OCLC 612192807.
- Ali Muhammad al-Sallabi. The Biography Of Uthman Ibn Affan (R) - Dhun-Noorayn :  [англ.]. — New York : Darussalam, 2008. — 621 p. — (Islamic history series. Ser. 2. The rightly guided caliphs, 3). — ISBN 9960994228. — ISBN 978-9960994222.
- Ali Muhammad al-Sallabi. Ali Ibn Abi Talib :  [англ.] : in 2 vol.. — Riyadh : International Islamic Publishing House, 2014. — 1287 p. — (Islamic history series. Ser. 2. The rightly guided caliphs, 4). — ISBN 9786035012133. — ISBN 6035012132. — OCLC 888575861.
- Ali Muhammad al-Sallabi. Umar bin Abd AL-Aziz :  [англ.]. — New York : Darussalam, 2011. — 735 p. — ISBN 6035000983.
- Ali Muhammad al-Sallabi. Salah Ad-Deen Al-Ayubi :  [англ.] : in 3 vol.. — Riyadh : International Islamic Publishing House, 2010. — 1131 p. — ISBN 9786035010573.
- Ali Muhammad al-Sallabi. al-Hasan ibn ʻAli ibn Abi Tâlib : his life and times :  [англ.]. — Riyadh : International Islamic Publishing House, 2014. — 426 p. — (Islamic history series. Ser. 2. Rightly guided caliphs, 5). — ISBN 9786035012133. — ISBN 6035012132. — OCLC 888575861.

Работы на русском (преимущественно в сокращении)
- Жизнеописание Пророка Текст : изложение событий и их анализ : в 2 т.. — СПб.: Аль Китаб, 2011. — ISBN 978-5-9933-0076-4.
- Абу Бакр ас-Сыддик. Первый праведный халиф. — М.: Умма, 2011. — 556 с. — (История халифата, том 1). — ISBN 5948241475. — ISBN 9785948241470.
- Умар ибн аль-Хаттаб. Второй праведный халиф. — М.: Умма, 2011. — 495 с. — (История халифата, том 2). — ISBN 978-5-94824-150-0.
- Усман ибн Аффан. Третий праведный халиф. — М.: Умма, 2012. — 572 с. — (История халифата, том 3). — ISBN 5948241580. — ISBN 9785948241586.
- Али ибн Абу Талиб. Четвёртый праведный халиф = علي بن ابي طالب / Пер. с араб., прим., комм. Е. Сорокоумовой; Ответственный редактор Кабир Кузнецов. — М.: Умма, 2013. — 768 с. — (История халифата, том 4). — ISBN 978-5-94824-146-3. — ISBN 978-5-94824-191-3.
- Аль-Хасан ибн Али. — М.: Умма, 2018. — 455 с. — (История халифата, том 5). — ISBN 978-5-94824-322-1.
- Муавия ибн абу Суфьян. Пятый праведный халиф. — М.: Умма, 2015. — 743 с. — (История халифата, том 6). — ISBN 9785948241463.
- Мессия Иса сын Марьям. Вся правда. — Казань: Nur Book, 2021. — 592 с. — ISBN 978-5-6045173-5-2.